# John Slattery
John M. Slattery Jr. (Boston, 13 de agosto de 1962) é um ator e diretor de cinema norte-americano, conhecido por ter participado de séries televisivas como Desperate Housewives, Will & Grace e Mad Men, sendo indicado quatro vezes ao Emmy do Primetime de melhor ator coadjuvante em série dramática.
Nos cinemas, Slattery protagonizou Spotlight (2015) e também atuou no Universo Cinematográfico Marvel, interpretando Howard Stark nos filmes Homem de Ferro 2 (2010), Homem-Formiga (2015), Capitão América: Guerra Civil (2016) e Vingadores: Ultimato (2019).